# Опудало (мультфільм)
«Опу́дало» (рос. «Пугало») — анімаційний фільм 1968 року Творчого об'єднання художньої мультиплікації студії Київнаукфільм, режисер — Ірина Гурвич. Мультфільм озвучено російською мовою.

## Сюжет
Про доброго Опудала, яке перетворилося взимку на Сніговика. 

## Над мультфільмом працювали
- Режисер: Ірина Гурвич
- Сценаристи: Генадій Циферов, Генріх Сапгір
- Композитор: Борис Буєвський
- Художники-постановники: Генріх Уманський, Радна Сахалтуєв
- Ролі озвучували: Людмила Козуб
- Аніматори: Єфрем Пружанський, Анатолій Солін, Адольф Педан, Константин Чикін, Володимир Дахно
- Оператор: Анатолій Гаврилов
- Редактор: Світлана Куценко
- Звукооператор: Ірина Чефранова
- Директор: А. Коваленко

## Дивись також
- Фільмографія ТО художньої мультиплікації студії «Київнаукфільм»